# George Edward Woodberry
George Edward Woodberry, född den 12 maj 1855 i Beverly, Massachusetts, död den 2 januari 1930, var en amerikansk litteraturhistoriker.
Woodberry var 1891–1904 professor i jämförande litteraturhistoria vid Columbiauniversitetet. Av hans arbeten kan nämnas Edgar Allan Poe (1885; 2:a upplagan i 2 band 1909), Makers of literature (1900), Nathaniel Hawthorne (1902; ny upplaga 1918), America in literature (1903), Swinburne (1905), The appreciation of literature (1907), Ralph Waldo Emerson (samma år), Wendell Phillips (1912), Two phases of criticism (1914) och Collected essays (6 band, 1920–1921). Därjämte var han flitigt verksam som utgivare av bland andra Shelley, Aubrey de Vere, Poe (10 band, 1895, tillsammans med Stedman), Lamb och "Columbia university studies in comparative literature" (9 band, 1899–1903).